# Acteocina bermudensis
Acteocina bermudensis is een slakkensoort uit de familie van de Tornatinidae. De wetenschappelijke naam van de soort is voor het eerst geldig gepubliceerd in 1901 door Vanatta.